# アジアゴールデンキャット
アジアゴールデンキャット（Catopuma temminckii）は、食肉目ネコ科アジアゴールデンキャット属に分類される食肉類。別名テミンクネコ。
体長73 - 100 cm、尾長43 - 56 cm、体重12 - 16 kg。飼育下では約20年生きるが、野生の個体の平均寿命はさらに短いと思われる。学名は動物学者のコンラート・ヤコブ・テミンクにちなんで付けられた。
以前はアフリカゴールデンキャット属（Profelis）やネコ属（Felis）に分類されていた。

## 形態

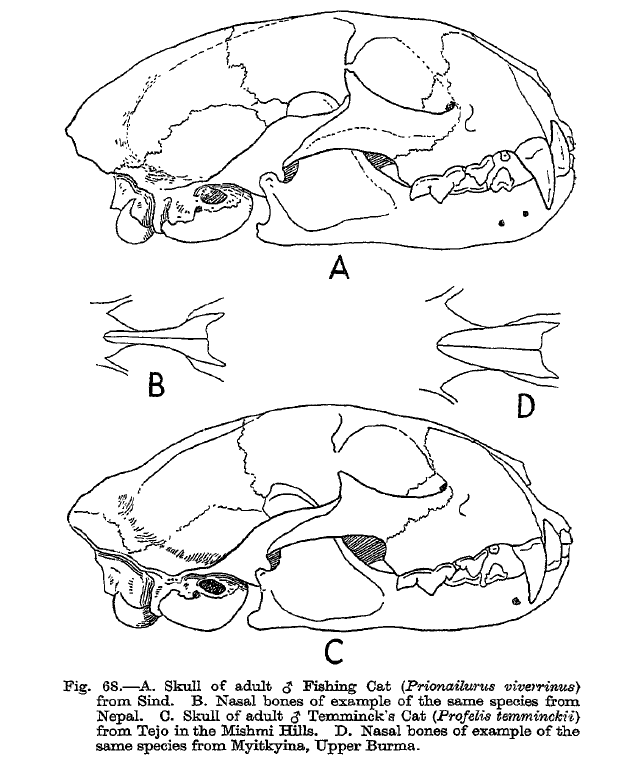
スナドリネコ（上）と、アジアゴールデンキャット（下）の頭蓋骨のスケッチ（レジナルド・インズ・ポコック作）

体色は単色型と斑紋型に分けられる。単色型の多くはキツネのような栗色をしているが、黒や灰色をした個体も見つかっている。また体の下側は顎から尾の先まで白色で、ふつう胸や四肢の内側に縞状の斑点がある。たまに体の上のほうにもかすかに斑点のある個体もいる。斑紋型は中国に生息しており、灰色地にオセロットやベンガルヤマネコのような美しい黒色の斑紋がある。この斑紋は劣性形質であり、単色型と斑紋型を交配すると子どもは単色型になる。
耳は丸くて小さく、背面は黒っぽい。鼻鏡は茶色みを帯びた桃色で、虹彩は淡黄色。

## 分布と生息数
中国南部、インド、ネパールからスマトラ島にかけて分布。落葉樹林や亜熱帯の常緑樹林、熱帯雨林に生息するが、時折開けた場所でもみられる。またヒマラヤのような標高3,000 mを超える高地でも生息が確認されることがある。
正確なアジアゴールデンキャットの生息数は分かっていないが、多くの生息域でその数を減らしている。アジアゴールデンキャットは毛皮をとるため捕えられたり、また中国ではその骨を薬にするため捕えられたりする。しかしこの種の生息数に最も多大な影響を及ぼしているのは開発による生息域の破壊である。
アジアゴールデンキャットは飼育がむずかしいため動物園でもあまり見かけない。

## 生態
野生の個体を見つけるのは困難であり、詳しい生態は分かっていない。よって今分かっていることの殆どは飼育下での生態である。以前は夜行性だと思われていたが、最新の研究では不規則な生活だといわれている。

### 狩りと食性
木に登ることもできるが、主に地上で生活し、狩りも地上で行う。狩りの方法はこっそり近づいて一気に飛びかかるという、ほかのネコ科の動物にもよく見られるようなものである。主な獲物は、ヤケイやキジなどの鳥類、トカゲ類、中～大型のげっ歯類、ジャコウジカやホッグジカなどの小型のシカ類である。食事における順応性はいくらかあるようであり、ネコ科の動物では珍しい死肉漁りを行ったという報告もある。また飼育下において大型の鳥類を食べる前に、その羽根を引き抜く様が観察されている。まれに人間の住むすぐそばで狩りを行ったり、家畜を襲うこともある。狩りはつがいで行われることもあるが、これも他のネコ科の動物にはあまり見られないことである。

### 繁殖
野生の個体の繁殖習性はまだよく分かっていない。
妊娠期間は95日ほどで、ヤマネコ類としては長い。一度の出産で1匹しか生まないことが多いが、2、3匹生むこともある。出産は木の中の空洞、岩の裂け目、窪地などのできるだけ周りを遮られた安全な場所で行う。生まれたばかりの仔の体重はおよそ250 g。眼は6 - 12日後に開く。子育てにはオスが積極的に参加し、時には遊び相手になってやることもある。子どもの体重は生後3週間で倍の500 gに成長し、6週間で750 g、3か月で1.5 - 2 kgになる。そして生後18 - 24か月ほどで成獣になる。

## 亜種
現在3亜種が知られている。
- C. t. temminckii, ヒマラヤからマレー半島、スマトラ島にかけて
- C. t. dominicanorum, 中国南東部
- C. t. tristis, チベット、ネパールから中国中部